# Szociális gazdaság
A szociális gazdaság gazdasági szektora a makroökonómia hiányosságaira válaszul jött létre, célja a hagyományos munkaerő-piaci politikákban hátrányos helyzetűnek tekintett emberek integrálása. Sok tekintetben átfedésben van a civil szektorral, ami az öntevékeny, nonprofit csoportosulásokat jelenti.

## Meghatározása
A gazdaságokban  foglalkoztatáspolitikai szempontból három különböző szektor különböztethető meg:
1. az üzleti magánszektor, amely a magántulajdonra épül és profitorientált;
2. a közszféra, amely az állami tulajdonon alapszik és a köz- illetve közérdekű szolgáltatásokat nyújt;
3. a szociális gazdaság, amely a közösségi, az önkéntes és a vállalkozási tevékenységek széles skáláját foglalja magába;

Némely esetben egy negyedik szektorra, az „informális szektorra” is hivatkoznak, amelyben informális cserék valósulnak meg családokon belül illetve barátok között.
A szociális gazdaság meghatározására a Köztulajdonú, Szociális és Szövetkezeti Gazdaság Nemzetközi Kutató- és Tájékoztatóközpontja (CIRIEC) 2007 novemberében az alábbi megfogalmazást javasolta az Európai Gazdasági és Szociális Bizottság részére:
Azon magán jellegű, formális keretek között szervezett vállalkozások csoportja, melyek döntéshozatali szabadsággal és önkéntes tagsággal rendelkeznek, és amelyeket tagjaik szükségleteinek piacon keresztül, áruk előállítása, szolgáltatásnyújtás, illetve biztosítás és finanszírozás nyújtása révén történő kielégítése érdekében hoztak létre, továbbá amelyek esetében a döntéshozatal, valamint bárminemű nyereség és többlet tagok közötti elosztása nem kapcsolódik közvetlenül a tagok által befektetett tőkéhez, illetve befizetett díjhoz, és amelyek esetében minden tag egy szavazattal rendelkezik. A szociális gazdaság továbbá magában foglal olyan magán jellegű, formális keretek között szervezett, döntéshozatali szabadsággal és önkéntes tagsággal rendelkező szervezeteket, amelyek nem piaci jellegű szolgáltatásokat nyújtanak háztartások részére, és amelyeknek esetleges nyereségtöbbletét nem sajátíthatják ki az őket létrehozó, ellenőrző vagy finanszírozó pénzügyi szereplők.

## A szociális szektor felosztása
A szociális szektor három alkategóriára osztható:
1. A közösségi szektor a helyi vagy nagyobb közösségi szinten működő szervezeteket foglalja magában, általában kicsik, alultőkésítettek és működésük sokkal inkább az önkéntességtől függ, mint a fizetéstől, erőfeszítéstől. Példaként a családi gondozókat, kisközösségi szövetségeket, civil egyesületeket, kis támogató csoportokat stb. említhetjük.
2. Az önkéntes szervezetek meghatározása az Egyesült Királyságban az önkéntes szektorba azokat a szervezeteket sorolja amelyek formálisak (van alapokmányuk); függetlenek a kormányzattól és ön-kormányzók; nonprofit módon, jelentős fokú önkéntes részvétellel működnek. Ide sorolhatók a lakóközösségek, a karitatív szervezetek, a nagy szövetségek, a nemzeti mozgalmi szervezetek stb.
3. A vállalkozási szektorba, az Egyesült Királyság kormányának definíciója szerint, elsődlegesen szociális célú üzleti vállalkozások tartoznak, amelyek többletüket elsősorban erre a célra használják fel az üzletben vagy a közösségben, mintsem hogy a tagjaik vagy tulajdonosaik profitjának maximalizálása vezérelné őket. Példák erre a termelő szövetkezetek, lakásépító szövetkezetek, fejlesztési alapok, hitelegyesülések.

## Jellemzése
A szociális gazdaságot a közösségi-, önkéntes- és szociális vállalkozási szektor gazdasági aktivitása jelenti. A gazdasági aktivitás – mint minden más gazdasági szektorban – foglalkoztatást, pénzügyi tranzakciókat, vagyongazdálkodást, nyugdíjügyeket, kereskedelmet stb. jelent.
A szociális gazdaságot általában az új és innovatív megoldások megvalósításának igénye fejleszti saját tevékenységi területükön (legyen az társadalmi, gazdasági vagy környezeti jellegű) illetve tagjaik és ügyfeleik olyan igényeinek sikeres kielégítése vezérli, amelyeket a magán- és a közszféra egyaránt elégtelenül, vagy egyáltalán nem kezel.

## Társadalmi szerepe
Általános nézet, hogy nonprofit céljainak elérése érdekében alkalmazott megoldásaival a szociális gazdaság határozott és értékes szerepet játszik egy erős, fenntartható, virágzó és befogadó társadalom felépítésében.
A sikeres szociális gazdasági szervezetek jelentős szerepet játszhatnak sok kulcsfontosságú kormányzati cél megvalósulásának elősegítésében azáltal, hogy:
- elősegítik a munkatermelékenység és a versenyképesség növelését;
- közreműködnek a szociálisan befogadó gazdaság kialakításában;
- lehetővé teszik az egyének és közösségek számára, hogy az arra fordított figyelemmel szűkebb környezetükért dolgozzanak;
- a közszolgáltatások nyújtásának új módjait megmutatják meg; és
- elősegítik egy befogadó társadalom és egy aktív lakosság kialakulását.

## Külső hivatkozások
- A szociális gazdaságról az EU oldalain (angolul)
- Az EU Gazdasági és Szociális Bizottsága - Szociális gazdaság (angolul)
- Tudásklaszter: Szociális gazdaság